# 24352 Kapilrama
24352 Kapilrama este un asteroid din centura principală de asteroizi.

## Descriere
24352 Kapilrama este un asteroid din centura principală de asteroizi. A fost descoperit pe 5 ianuarie 2000 la Socorro, New Mexico, în cadrul proiectului LINEAR. Asteroidul prezintă o orbită caracterizată de o semiaxă mare de 2,32 ua, o excentricitate de 0,08 și o înclinație de 6,7° în raport cu ecliptica.